# Гиресун (вилајет)
Гиресун (тур. Giresun ili) је вилајет у Турској. Популација вилајета износи 25.066 становника. Административни центар вилајета је град Гиресун.